# Śladków Duży
Śladków Duży – wieś w Polsce położona w województwie świętokrzyskim, w powiecie kieleckim, w gminie Chmielnik.
| SIMC    | Nazwa       | Rodzaj    |
| ------- | ----------- | --------- |
| 0235447 | Browarzysko | część wsi |
| 0235453 | Doły        | część wsi |
| 0235460 | Grzybowa    | kolonia   |
| 0235476 | Kolana      | kolonia   |
| 0235482 | Łąki        | część wsi |
| 0235520 | Miławka     | kolonia   |
| 0235499 | Płomyków    | kolonia   |
| 0235507 | Zagrzybowie | kolonia   |
| 0235513 | Zamurze     | część wsi |

W latach 1975–1998 miejscowość administracyjnie należała do województwa kieleckiego.

## Zabytki
- Zespół pałacowy wpisany do rejestru zabytków nieruchomych (nr rej.: A.302 z 18.07.1946, z 11.12.1957 i z 21.02.1966)[6]:

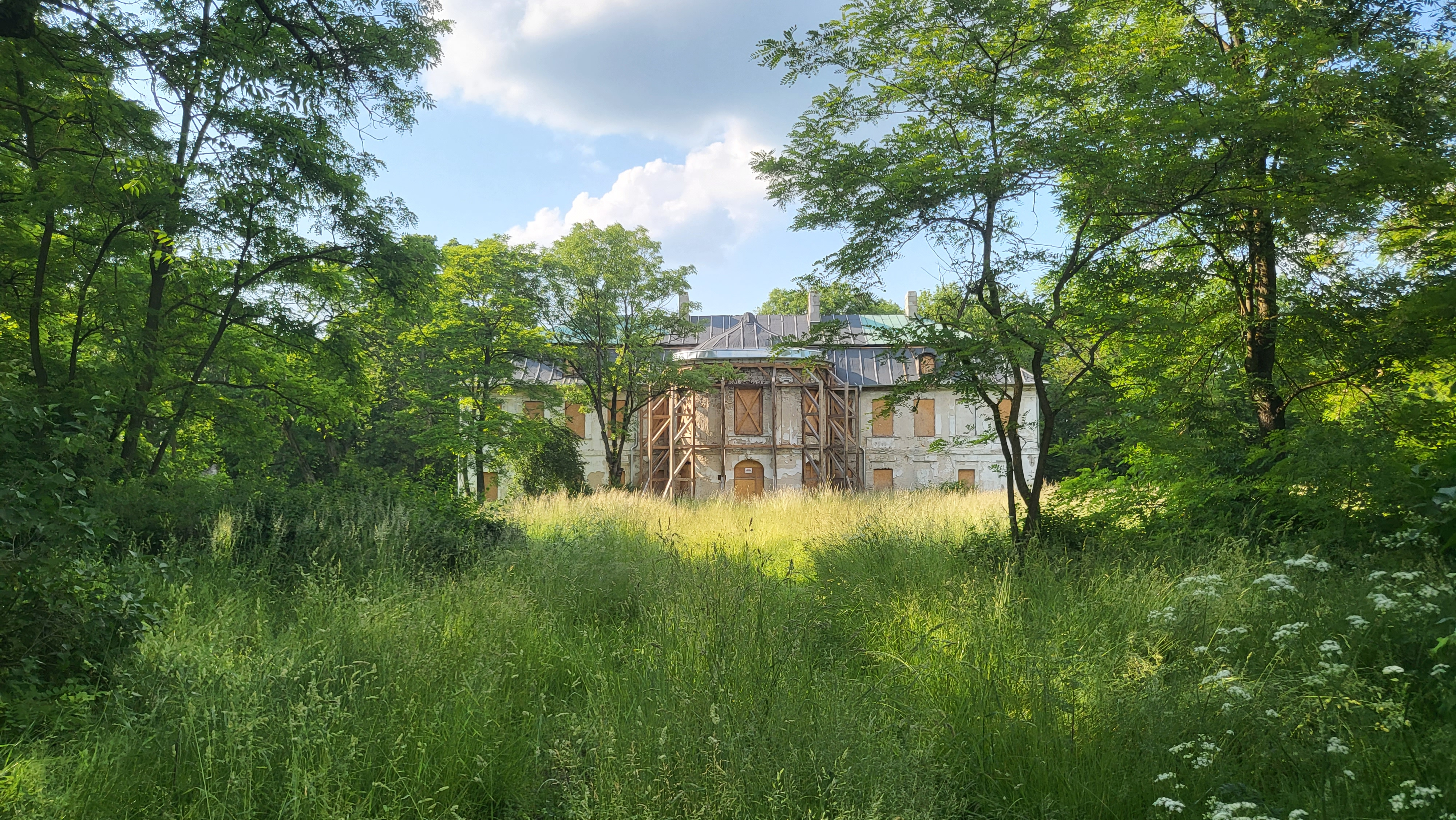
Zabezpieczone ruiny pałacu stan w 2023

- - pałac  wybudowany ok. 1680 r. częściowo zniszczony w latach 1939-1945, odbudowany w latach 1949-50.
  - czworak murowany z XIX w.
  - stajnia murowana z XIX w., w ruinie
  - spichlerz murowany z XIX w.
  - gorzelnia murowana z XIX w., w ruinie
  - piwnica gorzelniana z XIX w.
  - ogrodzenie z bramkami
  - park założony w XVIII, przekomponowany w XIX w.[7] .
- Jaskinia – powstała w wapieniu mioceńskim. Do głównej komory jaskini prowadzi 3 m ciasny korytarz. Położona jest na skraju dawnego jeziora krasowego[potrzebny przypis].